# Jepifań (Białoruś)
Jepifań (biał. Епіфань; ros. Епифань, Jepifań) – osiedle na Białorusi, w obwodzie homelskim, w rejonie homelskim, w sielsowiecie Cierucha.